# Mitraillette
La mitraillette o américain è un panino belga con un ripieno di carne, patate fritte e verdure e/o salse a piacere.

## Descrizione
La mitrailette è una baguette tagliata longitudinalmente e farcita con carne (bistecche, hamburger o polpette) e patate fritte. Ogni friterie del Belgio propone una versione diversa del panino; tra gli ingredienti aggiuntivi vi sono frikandel e salse a piacere (maionese, ketchup, salsa bernese e salsa all'aglio). In alcuni casi possono essere aggiunti degli ortaggi tra cui carote, cavoli, cipolle, pomodori e lattuga.

## Etimologia e storia
Il suo nome, che significa letteralmente "mitra", sembra alludere alla baguette e le patatine che esso contiene, che richiamerebbero rispettivamente un'arma da fuoco e dei proiettili. Il nome con cui è conosciuto nella Francia settentrionale, ovvero américain, è dovuto alla sua somiglianza con i panini colmi di ingredienti preparati negli Stati Uniti.
Ideata a Charleroi nel periodo tra le due guerre (secondo altre fonti a Bruxelles), la mitraillette si è diffusa in tutto il Belgio e nel nord della Francia. La mitraillette risulta particolarmente apprezzata dagli studenti.

## Alimenti simili
Il Gatsby, e il chip butty, che vengono preparati rispettivamente nel Sudafrica e Oltremanica, sono entrambi panini che contengono le patate fritte.